# Neoraimondia herzogiana
Neoraimondia herzogiana là một loài thực vật có hoa trong họ Cactaceae. Loài này được (Backeb.) Buxb. mô tả khoa học đầu tiên năm 1967.

## Hình ảnh

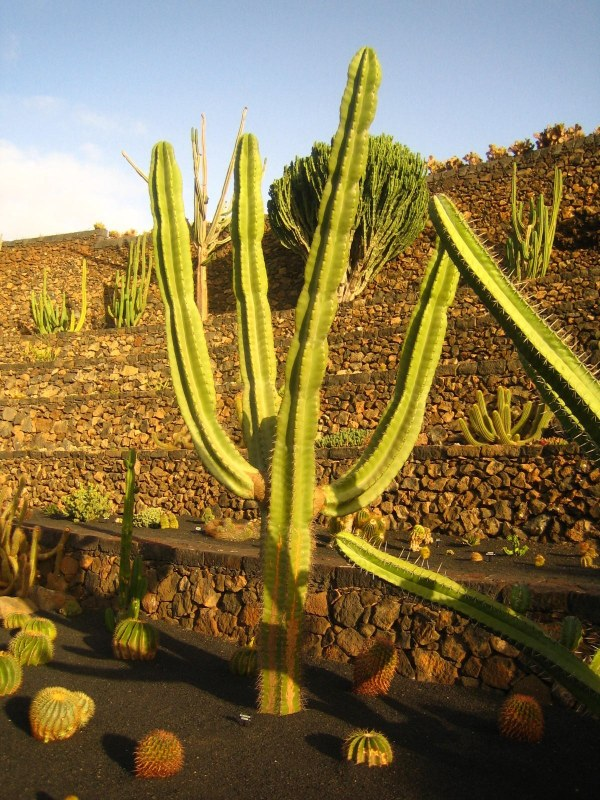
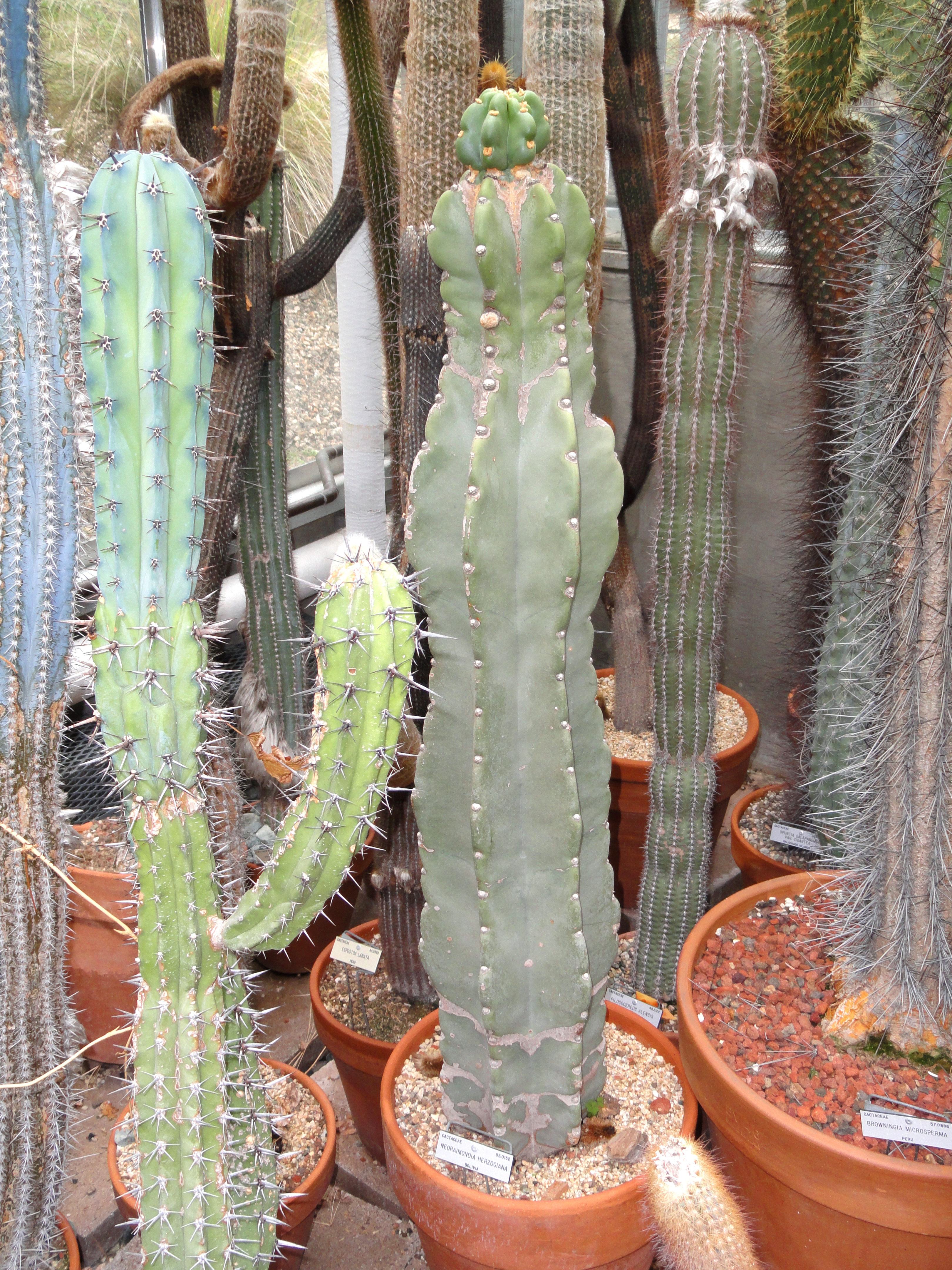